# Peltula omphaliza
Peltula omphaliza är en lavart som först beskrevs av William Nylander och som fick sitt nu gällande namn av Wetmore. 
Peltula omphaliza ingår i släktet Peltula och familjen Peltulaceae. Inga underarter finns listade i Catalogue of Life.